# Dvogrba kamela
Dvogrba ali baktrijska kamela (znanstveno ime Camelus bactrianus) je velik sodoprsti kopitar, ki izvira iz Azije.
Danes je nasvetu okoli milijon dvogrbih kamel, ki pa so skoraj vse udomačene. Ime baktrijska je kamela dobila po Baktriji, antični pokrajini v severnem Afganistanu in satrapiji Perzijskega cesarstva.
Udomačene dvogrbe kamele so se že od antike uporabljale za tovorne živali. Zaradi velike prilagojenosti na mraz, sušo in visoke nadmorske višine so predstavljale osnovne tovorne živali za karavane na svilni cesti.